# Hydrotaea monochaeta
Hydrotaea monochaeta är en tvåvingeart som beskrevs av Ma och Wu 1986. Hydrotaea monochaeta ingår i släktet Hydrotaea och familjen husflugor. Inga underarter finns listade i Catalogue of Life.